# Акан (народ)
Ака́н (ака́ни) — група народів у Західній Африці.

## Територія проживання і чисельність
Народи акан є основним населенням Гани, де проживають у центральних і південних регіонах країни. Також вони живуть у південно-східних і центральних районах Кот-д'Івуару та у північно-західних районах Того. Невеликі аканські спільноти є й у сусідніх державах (західна Ліберія та східна Нігерія).
Чисельність народів акан становить — понад 10 млн осіб (7,5 млн осіб в 1980). В Гані проживає понад 7 млн осіб, Кот-д'Івуарі — бл. 3 млн..

## Склад, мова і релігія
До аканських народів входять 3 групи:
- тано (чві) — ашанті, фанті, акім, аквапім, квай, ачем, акваму, кваву, ассін
- оно (біа) — бауле, аньї (агні), нзіма, сефві, аханта (аанта), аовін, ануфо
- гуан — гонджа (гуанг), аброн (бронг), крачі, навуру

Мова аканських народів — акан, належить до нігеро-кордофанської мовної родини, являє собою групу споріднених між собою діалектів.
Писемність мови акан склалась на основі латинської графіки. В 1978 році було прийнято рішення про запровадження єдиної орфографії, однак на практиці для трьох основних діалектів (аквапім, ашанті та фанті) дотепер використовуються власні письмові стандарти.
Переважна більшість аканів християни (протестанти чи католики), також є мусульмани-суніти (зокрема в Кот-д'Івуарі та Нігерії), є прибічники християнсько-африканських церков, зберігаються віруючі місцевих традиційних вірувань.

## Історія і господарство
В XV столітті у аканів виникла низка державних утворень, наймогутнішими з яких у XVII–XVIII століттях були конфедерації Ашанті та Фанті, Г'янам та Денчира, що зосередили на своїй території видобуток і торгівлю золотом, работоргівлю тощо.
Разом з іншими народами Золотого Берега (колонія Британії з початку XIX століття) акани вели безперервну боротьбу проти колонізаторів, внаслідок якої в 1957 було утворено незалежну державу Гана.
Історично акани займаються землеробством (мотикове підсічно-вогневе, плантації какао та коли), скотарством, ремеслами. Частина аканів працює в промисловості. Ще в VII столітті акани були знайомі з обробкою міді й бронзи.

## Виноски
1. ↑  Попов В. А. Акан // Народы и религии мира., М.: «Большая Российская Энциклопедия», 1999, стор.33
2. ↑  Akrofi C.A., Botchey G.L., Takyi B.K. An English-Akan-Eve-Ga Dictionary., Accra, 1996, стор. 7 (англ.)